# Soraya Aghaei Hajiagha

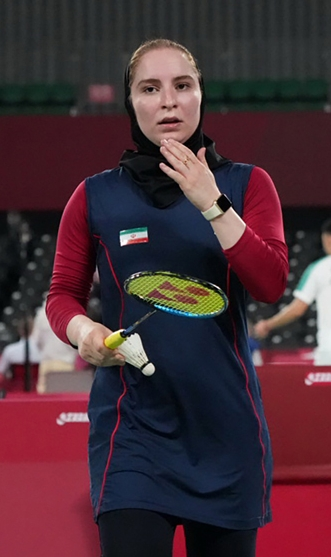
Soraya Aghaei Hajiagha 2021

Soraya Aghaei Hajiagha (persisch ثریا آقائی حاجی‌آقا; * 28. Januar 1996 in Teheran) ist eine iranische Badmintonspielerin.

## Karriere
Soraya Aghaei Hajiagha siegte bei den Iraq International 2012, den Mauritius International 2015, den Bahrain International sowie bei den Cameroon International 2019. Weitere Podestplätze belegte sie unter anderem bei den Zambia International 2015, den Kazakhstan International 2015 und den Mongolia International 2015. 2021 qualifizierte sie sich für die Olympischen Sommerspiele des gleichen Jahres, schied dort jedoch in der Vorrunde aus.

## Sportliche Erfolge
| Saison | Veranstaltung                 | Disziplin | Platz | Name                                            |
| ------ | ----------------------------- | --------- | ----- | ----------------------------------------------- |
| 2012   | Iraq International 2012       | WD        | 1     | Yosra Beigi / Soraya Aghaei Hajiagha            |
| 2015   | Zambia International 2015     | WD        | 2     | Negin Amiripour / Soraya Aghaei Hajiagha        |
| 2015   | Zambia International 2015     | WS        | 2     | Soraya Aghaei Hajiagha                          |
| 2015   | Kazakhstan International 2015 | WD        | 2     | Negin Amiripour / Soraya Aghaei Hajiagha        |
| 2015   | Kazakhstan International 2015 | WS        | 3     | Soraya Aghaei Hajiagha                          |
| 2015   | Mongolia International 2015   | WD        | 3     | Negin Amiripour / Soraya Aghaei Hajiagha        |
| 2015   | Mongolia International 2015   | WS        | 3     | Soraya Aghaei Hajiagha                          |
| 2015   | Mauritius International 2015  | WD        | 1     | Negin Amiripour / Soraya Aghaei Hajiagha        |
| 2016   | Nepal International 2016      | WD        | 3     | Soraya Aghaei Hajiagha / Devi Yunita Indah Sari |
| 2016   | Nepal International 2016      | WS        | 3     | Soraya Aghaei Hajiagha                          |
| 2017   | Nepal International 2017      | WS        | 2     | Soraya Aghaei Hajiagha                          |
| 2019   | Cameroon International 2019   | WS        | 1     | Soraya Aghaei Hajiagha                          |
| 2019   | Benin International 2019      | WD        | 3     | Samin Abedkhojasteh / Soraya Aghaei Hajiagha    |
| 2019   | Benin International 2019      | WS        | 3     | Soraya Aghaei Hajiagha                          |
| 2021   | Olympische Spiele 2020        | WS        | 15    | Soraya Aghaei Hajiagha                          |